# Drosanthemum bellum
Drosanthemum bellum är en isörtsväxtart som beskrevs av L. Bol. Drosanthemum bellum ingår i släktet Drosanthemum och familjen isörtsväxter. Inga underarter finns listade i Catalogue of Life.